# Athetis glaucoides
Athetis glaucoides là một loài bướm đêm trong họ Noctuidae.